# Guerra del nord dei sette anni
La guerra nordica dei sette anni (detta anche guerra delle tre corone) fu combattuta fra il 1563 ed il 1570 dalla Svezia di Erik XIV contro la Danimarca di Federico II e la sua alleata, città di Lubecca.

## Antefatti

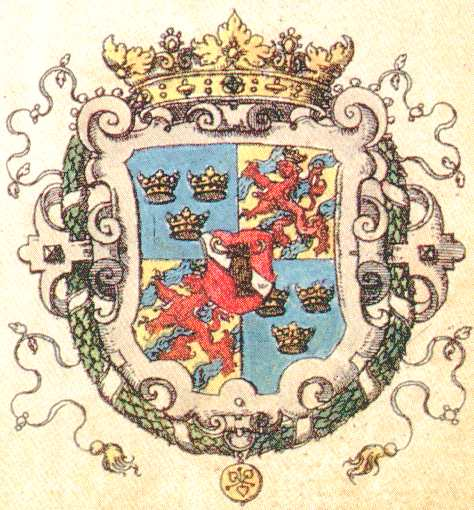
Arma svedese

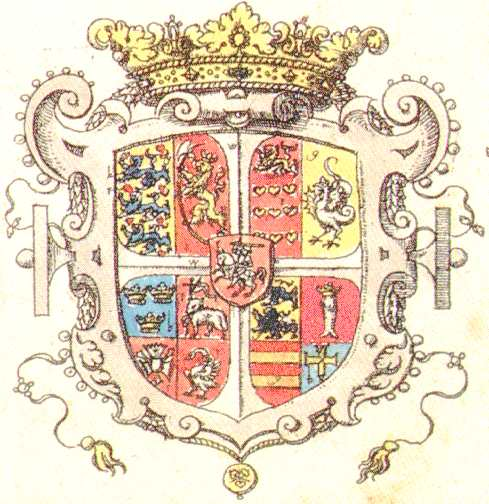
Arma danese

Nel 1523 la Svezia era uscita dalla Unione di Kalmar e sotto Gustavo I Vasa era diventata un regno indipendente. Il monarca danese Cristiano III suscitò chiaramente ostilità allorché incluse nel proprio stemma quello delle Tre Corone, che rappresentava i tre regni nordici della Unione di Kalmar e che fino a quel momento era indicato nello stemma svedese. Ciò venne visto, da parte svedese, come una prova che la Danimarca avanzava pretese sulla Svezia.
Tuttavia vi erano interessi comuni fra Danimarca e Svezia: esse erano alleate nella prima guerra del nord, al fine di fermare l'espansionismo russo sulle coste del Baltico e avevano combattuto insieme contro la Lega anseatica.
Dopo la morte di Gustavo I Vasa e di Cristiano III, nuovi ambiziosi monarchi assunsero il potere in entrambe le nazioni: Erik XIV in Svezia e Federico II in Danimarca. La Svezia intralciò i piani danesi con le sue campagne militari per accaparrarsi l'Estonia.

## L'inizio della guerra
La guerra divenne inevitabile allorché la Danimarca, nel febbraio 1563, catturò gli emissari che Erik aveva inviato in Assia per concordare i preparativi del matrimonio con la principessa Cristina. Contemporaneamente Erik aveva integrato nel suo gli stemmi di Danimarca e Norvegia.
La città anseatica di Lubecca, non avendo trovato grande appoggio da parte della Lega anseatica, decise in giugno di allearsi alla Danimarca, poiché la Svezia impediva i suoi commerci con la Russia. In autunno seguì la Polonia, che cercava di ampliare il suo potere ad est.

## Lo svolgimento della guerra
Le battaglie si svolsero prevalentemente nel sud della Svezia e condussero a stabili cambiamenti degli equilibri di potere in quella regione. I combattimenti si svolsero sia a terra ma anche, e soprattutto, sul Mar Baltico. Le battaglie navali furono soggetto di molta attenzione per l'armamento marittimo delle due parti, che condusse ad un rinnovamento delle navi da guerra. Mentre prima la costruzione delle navi era volta quasi esclusivamente a favorire gli arrembaggi o il trasporto di truppe da sbarcare sul luogo del conflitto, divenne significativo l'obbiettivo di condurre battaglie navali con l'artiglieria.
Le nuove navi divennero perciò molto più grosse delle precedenti. Dopo alcune perdite iniziali la flotta svedese poté ottenere alla fine del 1565 alcune vittorie decisive ed ebbe così per lungo tempo la superiorità sul Mar Baltico. Nel 1562 la flotta danese, al comando dell'ammiraglio Peder Skram (1503 - 1581), non subì perdite significative. Solo nell'anno successivo, sotto il successore Herluf Trolle (1516 - 1565), affrontò un grosso combattimento il 30 maggio 1563, presso l'isola di Bornholm nel Baltico centrale. Nel 1564 vi fu una nuova battaglia navale fra le isole Öland e Gotland. La flotta dell'alleata danese Lubecca, al comando dell'ammiraglio Friedrich Knebel (†1574), arrembò la nave ammiraglia svedese Makelös ("Marte"), catturando l'ammiraglio Jakob Bagge ed il suo vice Arved Trolle. La Makelös affondò poco dopo l'arrembaggio a causa di un'esplosione dovuta al sovraccarico di armi a bordo. Questo successo intermedio facilitò l'ottenimento di finanziamenti e l'armamento delle due parti in conflitto. Vi furono ulteriori scontri sul mare il 12 luglio di fronte a Warnemünde ed il 14 agosto del 1564 vi fu un nuovo scontro fra le isole Öland und Gotland, nel quale la flotta svedese era comandata dall'ammiraglio Klas Horn.
Nel 1565 le due parti si scontrarono nuovamente davanti alle coste della Pomerania il 21 maggio ed il 4 giugno nel mare della baia di Mecklenburgo.
L'ammiraglio danese Herluf Trolle morì tre settimane più tardi a Copenaghen a causa delle ferite riportate in combattimento. Già il 7 luglio vi fu un altro scontro navale nella zona fra le isole Bornholm e Rügen.
Bartholomeus Tinnappel (†1566),  borgomastro di Lubecca ed ammiraglio della sua flotta diresse le sue navi in una battaglia contro quelle svedesi in luglio fra le isole Öland e Gotland.
Il 19 luglio del 1566, dopo questo scontro, una grossa parte della flotta congiunta dei danesi e di Lubecca affondò a causa delle cattive condizioni meteorologiche e con questo la Danimarca e la città anseatica perdettero una notevole parte della loro potenza marittima.
A terra le due parti si scontrarono il 9 agosto 1566 nella battaglia di Brobacka  ed il 20 ottobre presso Axtorna.
Nel 1567 truppe svedesi attaccarono la Norvegia, mentre contemporaneamente Erik XIV cadde in uno stato confusionale, il che ridusse la capacità svedese di condurre la guerra.
Ma anche i danesi erano esausti e dopo la deposizione di Erik dal trono la guerra riprese ad intermittenza.
Già nei primi anni di guerra vi erano stati tentativi di comporre amichevolmente la vertenza. Fra gli altri si adoperarono allo scopo di far intavolare trattative ai contendenti gl'imperatori Ferdinando I e Massimiliano II
Durante la rivolta di Giovanni III di Svezia contro il fratello, il primo iniziò trattative con la Danimarca che il 18 novembre 1568 portarono all'accordo di Roskilde. Tuttavia questo fu violato già nel 1569 dagli svedesi e la guerra riprese.

## Fine della guerra
Un rinnovato tentativo di mediazione da parte di Massimiliano II condusse infine il 13 dicembre 1570 alla pace di Stettino. La Svezia rinunciò alle sue pretese su Schonen, Halland, Blekinge e Gotland mentre la composizione della disputa sulle tre corone fu rinviata ad altro negoziato. A causa della sua posizione isolata ed al pericolo incombente dei russi, la Svezia dovette rinunciare anche al suo controllo della Livonia e pagare alla città anseatica tedesca una notevole somma.